# 岡山県道201号神庭滝線
岡山県道201号神庭滝線（おかやまけんどう201ごう かんばのたきせん）は、岡山県真庭市を通る一般県道である。

## 概要
神庭の滝と国道313号を結ぶ。

### 路線データ
- 起点：岡山県真庭市神庭（神庭の滝付近）
- 終点：岡山県真庭市神庭（国道313号交点）
- 総延長：2.4 km

## 地理

### 通過する自治体
- 真庭市

### 交差する道路
| 交差する道路 | 交差する場所 | 交差する場所 |
| ------------ | ------------ | ------------ |
| 国道313号    | 神庭         | 終点         |

### 沿線
- 神庭の滝